# Naoki Yamamoto

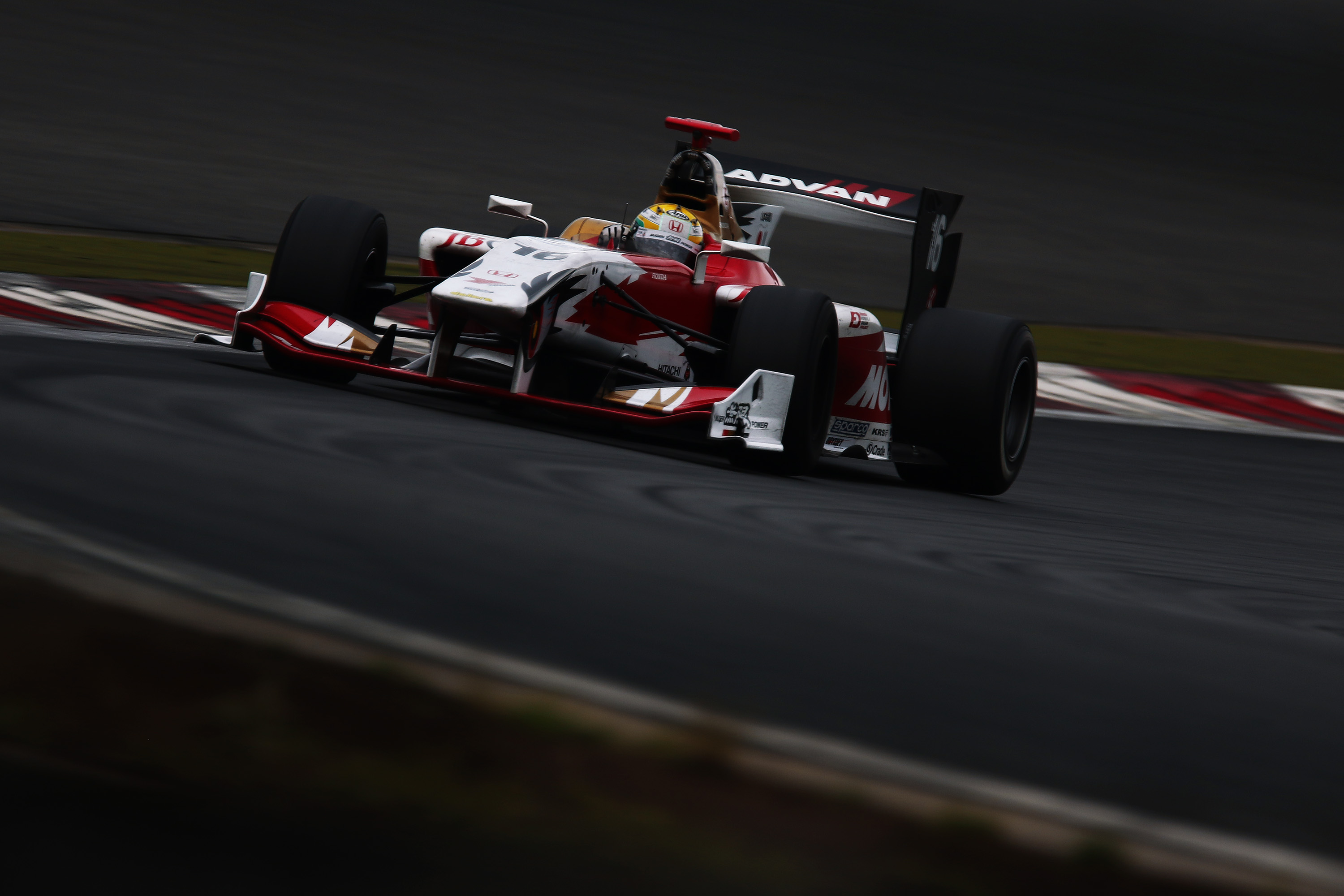
Naoki Yamamoto in de Super Formula op de Fuji Speedway in 2016

Naoki Yamamoto (Japans: 山本尚貴, Yamamoto Naoki) (Utsunomiya, 11 juli 1988) is een Japans autocoureur. In 2013, 2018 en 2020 werd hij kampioen in de Super Formula. In 2018 werd hij, naast Jenson Button, kampioen in de Super GT.

## Carrière
Yamamoto begon zijn autosportcarrière in het karting. In 2007 stapte hij over naar het formuleracing, waarin hij debuteerde in de Formula Challenge Japan. Hij won twee races en werd met 158 punten achter Keisuke Kunimoto tweede in het kampioenschap. In 2008 maakte hij zijn Formule 3-debuut in de All-Japan F3 voor het Team Real. Dat jaar behaalde hij een zege op het Okayama International Circuit en werd met 138 punten vijfde in de eindstand. In 2009 maakte hij binnen het kampioenschap de overstap naar de nationale klasse, waarin hij uitkwam voor het opleidingsteam van Honda. Met acht overwinningen en 121 punten werd hij overtuigend kampioen in de klasse.
In 2010 kwam Yamamoto uit in zowel de Super GT voor het team van Kunimitsu Takahashi als in de Formule Nippon voor het team van Satoru Nakajima. In de Super GT deelde hij een auto met Takuya Izawa; met twee podiumplaatsen op het Suzuka International Racing Course werden zij achtste in het klassement met 40 punten. In de Formule Nippon eindigde hij op een na alle races in de punten, met een vierde plaats op de Twin Ring Motegi als hoogtepunt. Met 20,5 punten werd hij zevende in het kampioenschap.
In 2011 bleef Yamamoto in de Super GT voor Kunimitsu rijden, maar stapte hij in de Formule Nippon over naar het Team Mugen. In de Super GT werd hij met Izawa negende met een podiumfinish in de seizoensopener op Okayama, terwijl hij in de Formule Nippon slechts elfde werd met een puntenfinish op Autopolis. In 2012 reed hij opnieuw in beide klassen. In de Super GT behaalde hij twee podiumplaatsen op Okayama en de Fuji Speedway en werd zo vijfde in de stand, terwijl hij in de Formule Nippon twee puntenfinishes behaalde in Suzuka en Motegi en opnieuw elfde werd in de stand.

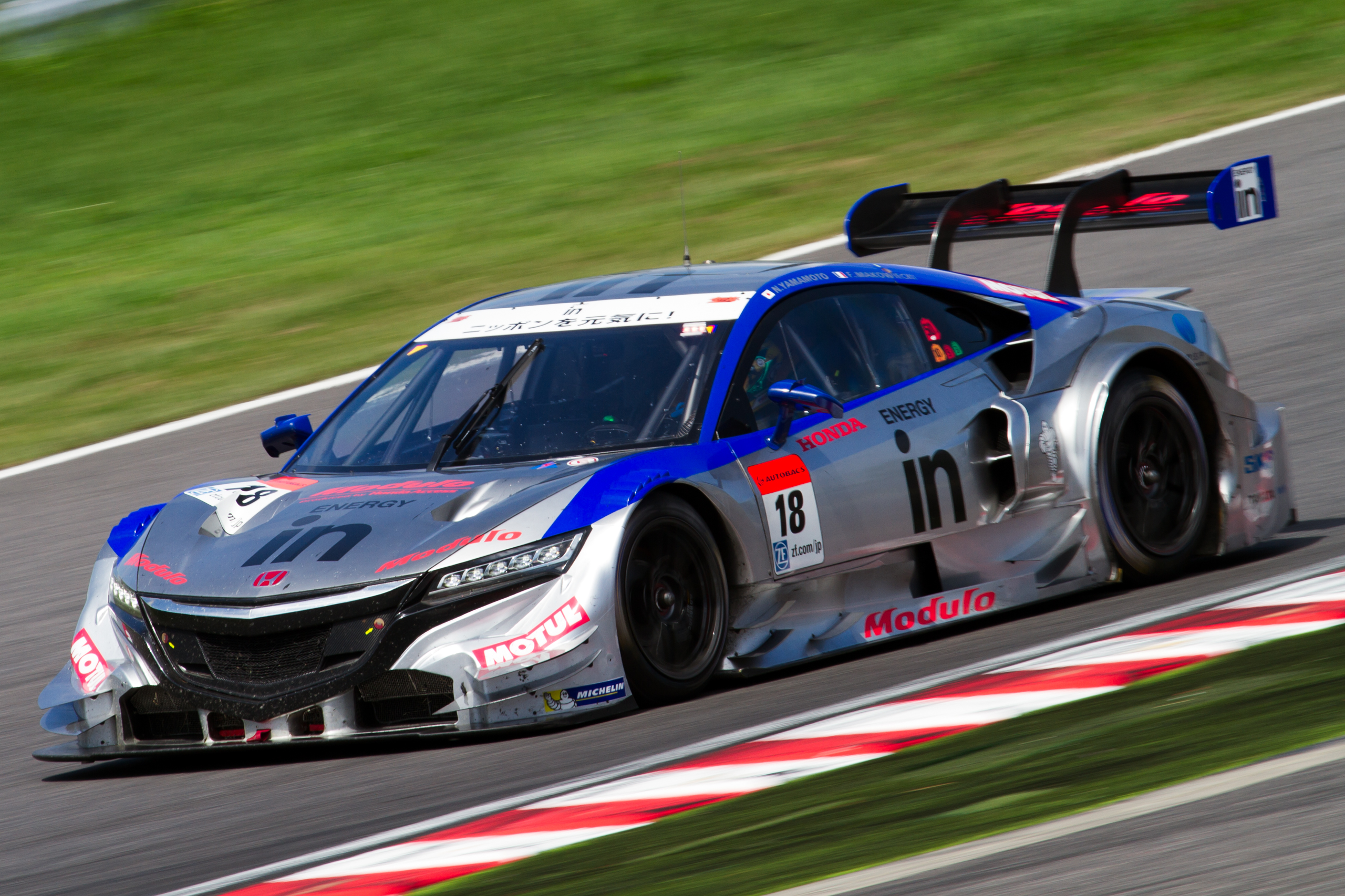
Naoki Yamamoto in de Super GT op het Suzuka International Racing Course in 2014

In 2013 stapte Yamamoto in de Super GT over naar Dome Racing, waar hij in Frédéric Makowiecki een nieuwe teamgenoot kreeg. In de Formule Nippon bleef hij wel op zijn plaats, maar het kampioenschap veranderde van naam naar de Super Formula. In de Super GT behaalde hij in de race in Suzuka zijn eerste overwinning en werd hij vierde in de eindstand. In de Super Formula won hij slechts een race op Suzuka, maar werd wel kampioen. Hij scoorde weliswaar evenveel punten als André Lotterer, maar werd kampioen omdat hij alle races had gereden, terwijl Lotterer er een aantal moest missen vanwege verplichtingen in andere raceklassen. In 2014 bleef Yamamoto rijden in beide klassen; in de Super GT won hij een race op de Fuji Speedway en werd hij met twee andere podiumplaatsen vierde in de eindstand, maar hij in de Super Formula had hij het lastig met twee vijfde plaatsen op Fuji als hoogtepunten en een negende plaats in de eindstand.
In 2015 keerde Yamamoto in de Super GT terug naar het team van Kunimitsu, terwijl hij in de Super Formula voor Mugen bleef rijden. In de Super GT werd hij herenigd met Izawa, met wie hij op het Sportsland SUGO een overwinning wist te behalen en zo derde in het kampioenschap werd. In de Super Formula won hij een race in de seizoensfinale in Suzuka en werd hij vijfde in het klassement. In de daaropvolgende twee seizoenen reed hij in beide kampioenschappen voor dezelfde teams. In de Super GT kende hij twee teleurstellende seizoenen waarin hij veertiende en zevende werd in de eindstand. In de Super Formula won hij weliswaar de seizoensopener van 2016 in Suzuka, maar kende hij verder weinig successen en werd achtste en negende in het kampioenschap.
In 2018 kreeg Yamamoto met Jenson Button een nieuwe teamgenoot in de Super GT. Ook bleef hij actief in de Super Formula. In de Super GT won hij weliswaar slechts een enkele race op het Sportsland SUGO, maar in drie andere races stond hij op het podium. Door deze consistentie werden Button en hij kampioen in deze klasse met 78 punten. In de Super Formula won hij drie races: twee op Suzuka en een op het Sportsland SUGO. Met 38 punten werd hij kampioen; hij had slechts een punt voorsprong op Nick Cassidy. Hiermee werd hij de eerste coureur sinds Richard Lyons in 2004 die in hetzelfde jaar beide kampioenschappen wist te winnen.
In 2019 bleef Yamamoto in de Super GT bij Kunimitsu rijden, terwijl hij in de Super Formula overstapte naar het DoCoMo Team Dandelion Racing. Daarnaast maakte hij dat jaar zijn debuut tijdens een Formule 1-raceweekend: hij reed als testcoureur tijdens de eerste vrije training van de Grand Prix van Japan.

## Formule 1-resultaten
| Seizoen | Inschrijving              | Chassis          | Motor           | 1   | 2   | 3   | 4   | 5   | 6   | 7   | 8   | 9   | 10  | 11  | 12  | 13  | 14  | 15  | 16  | 17     | 18  | 19  | 20  | 21  | Pos | Punten |
| ------- | ------------------------- | ---------------- | --------------- | --- | --- | --- | --- | --- | --- | --- | --- | --- | --- | --- | --- | --- | --- | --- | --- | ------ | --- | --- | --- | --- | --- | ------ |
| 2019    | Red Bull Toro Rosso Honda | Toro Rosso STR14 | Honda RA619H V6 | AUS | BHR | CHN | AZE | SPA | MON | CAN | FRA | OOS | GBR | DUI | HON | BEL | ITA | SIN | RUS | JPN TC | MEX | VST | BRA | ABU | -   | -      |